# پیغمبر (بیلقان)
پیغمبر (به ترکی آذربایجانی: Peygambar) یک منطقهٔ مسکونی در جمهوری آذربایجان است که در شهرستان بیلقان واقع شده‌است.